# ネイサン・カーンズ
- ネイト・カーンズ

ネイサン・アラン・カーンズ（Nathan Alan Karns, 1987年11月25日 - ）は、アメリカ合衆国ペンシルベニア州ベナンゴ郡フランクリン出身の元プロ野球選手（投手）。右投右打。
MLBでの登録名はネイト・カーンズ（Nate Karns）であり、日本メディアでもネイトと表記される事が多い。

## 経歴

### プロ入り前
2006年のMLBドラフト10巡目（全体309位）でヒューストン・アストロズから指名されたが、入団せずにテキサス工科大学へ進学した。

### プロ入りとナショナルズ時代
2009年のMLBドラフト12巡目（全体352位）でワシントン・ナショナルズから指名され、8月17日に契約した。
2010年は肩の手術を行い、そのリハビリのため、マイナーでも登板はなかった。
2011年にルーキー級ガルフ・コーストリーグ（GCL）のGCLナショナルズでプロデビュー。その後ショートシーズンA級オーバーン・ダブルデイズに昇格。2チーム合計で13試合に登板し、3勝2敗、防御率2.28の成績を挙げた。
2012年はA級ヘイガーズタウン・サンズで11試合に登板し3勝0敗、防御率2.03、A+級ポトマック・ナショナルズで13試合に登板し8勝4敗、防御率2.26を記録し、この年の「Nationals minor league pitcher of the year」に選出された。オフの11月20日にメジャー契約を結び40人枠入りを果たした。
2013年5月28日にメジャー初昇格を果たし、同日のボルチモア・オリオールズ戦に先発してメジャーデビュー。4.1回を3失点で降板し、勝敗はつかず。6月2日のアトランタ・ブレーブス戦で4.2回を投げ4失点を喫し、チームは3対6で敗れ初黒星となった。6月12日にAA級ハリスバーグ・セネターズに降格した。この年は3試合に先発登板し、0勝1敗、防御率7.50という成績だった。

### レイズ時代
2014年2月13日にホセ・ロバトン、フェリペ・リベロ、ドリュー・ベッテルソンとのトレードで、タンパベイ・レイズへ移籍した。この年も登板機会には恵まれず、2試合に先発登板してプロ初勝利となる1勝を挙げるにとどまった。
2015年は、先発ローテーションの一角として27試合に登板（うちリリーフ1試合）した。7勝5敗、防御率3.67という成績を記録し、147.0イニングで145個の三振を奪い、8奪三振率8.9をマークするなど大ブレイクした。また、7月21日のフィラデルフィア・フィリーズ戦ではメジャー初安打及びこの試合唯一の得点となるソロ本塁打を放ち、投げては5回無失点で勝利投手となった。

### マリナーズ時代
2015年11月5日にブラッド・ミラー、ローガン・モリソン、ダニー・ファーカーとのトレードで、C.J.リーフェンハウザー、ブーグ・パウエルと共にシアトル・マリナーズへ移籍した。
2016年は先発ローテーションとして期待されたが、リリーフに配置転換された。しかし、腰痛のため7月29日を最後に戦線離脱し、残りシーズンを全休した。最終的に22試合（うち先発15試合）に登板し、6勝2敗1セーブ、防御率5.15、WHIP1.48という成績に終わった。

### ロイヤルズ時代
2017年1月6日にジャロッド・ダイソンとのトレードで、カンザスシティ・ロイヤルズへ移籍した。この年は9試合（先発8試合）に登板して2勝2敗、防御率4.17、51奪三振を記録した。
2018年は肘の炎症で全休した。オフの10月31日にFAとなった。

### オリオールズ時代
2019年2月7日にオリオールズと1年80万ドル（インセンティブあり）の契約を結んだ。7月26日にDFAとなり、8月2日にマイナー契約で傘下のAAA級ノーフォーク・タイズへ配属された。8月7日に自由契約となった。この年限りで現役を引退した。

## 詳細情報

### 年度別投手成績
| 年 度    | 球 団    | 登 板 | 先 発 | 完 投 | 完 封 | 無 四 球 | 勝 利 | 敗 戦 | セ 丨 ブ | ホ 丨 ル ド | 勝 率 | 打 者 | 投 球 回 | 被 安 打 | 被 本 塁 打 | 与 四 球 | 敬 遠 | 与 死 球 | 奪 三 振 | 暴 投 | ボ 丨 ク | 失 点 | 自 責 点 | 防 御 率 | W H I P |
| -------- | -------- | ----- | ----- | ----- | ----- | -------- | ----- | ----- | -------- | ----------- | ----- | ----- | -------- | -------- | ----------- | -------- | ----- | -------- | -------- | ----- | -------- | ----- | -------- | -------- | ------- |
| 2013     | WSH      | 3     | 3     | 0     | 0     | 0        | 0     | 1     | 0        | 0           | .000  | 61    | 12.0     | 17       | 5           | 6        | 0     | 1        | 11       | 0     | 0        | 11    | 10       | 7.50     | 1.92    |
| 2014     | TB       | 2     | 2     | 0     | 0     | 0        | 1     | 1     | 0        | 0           | .500  | 49    | 12.0     | 7        | 3           | 4        | 0     | 2        | 13       | 0     | 0        | 6     | 6        | 4.50     | 0.92    |
| 2015     | TB       | 27    | 26    | 0     | 0     | 0        | 7     | 5     | 0        | 0           | .583  | 621   | 147.0    | 132      | 19          | 56       | 1     | 5        | 145      | 15    | 0        | 62    | 60       | 3.67     | 1.28    |
| 2016     | SEA      | 22    | 15    | 0     | 0     | 0        | 6     | 2     | 1        | 0           | .750  | 417   | 94.1     | 95       | 11          | 45       | 1     | 3        | 101      | 5     | 1        | 55    | 54       | 5.15     | 1.48    |
| 2017     | KC       | 9     | 8     | 0     | 0     | 0        | 2     | 2     | 0        | 0           | .500  | 188   | 45.1     | 41       | 9           | 13       | 1     | 2        | 51       | 2     | 0        | 21    | 21       | 4.17     | 1.19    |
| 2019     | BAL      | 4     | 2     | 0     | 0     | 0        | 0     | 1     | 0        | 0           | .000  | 25    | 5.1      | 7        | 0           | 3        | 0     | 1        | 5        | 1     | 0        | 1     | 0        | 0.00     | 1.88    |
| MLB：6年 | MLB：6年 | 67    | 56    | 0     | 0     | 0        | 16    | 12    | 1        | 0           | .571  | 1361  | 316.0    | 299      | 47          | 127      | 3     | 14       | 326      | 23    | 1        | 156   | 151      | 4.30     | 1.35    |

- 2021年度シーズン終了時

### 背番号
- 57 （2013年）
- 51 （2014年 - 2015年）
- 13 （2016年）
- 55 （2017年）
- 36 （2019年）